# Daniel Cramer
Daniel Cramer (Daniel Candidus), född 20 januari 1568, död 5 oktober 1637, var en tysk luthersk teolog och författare från Reetz (Recz), Brandenburg. Han var motståndare till ramisterna och jesuiterna.

## Liv
Cramer var professor och ärkediakon i Stettin. Innan dess, på 1590-talet, var han verksam vid universitetet i Marburg, där han skrev ett verk om Aristoteles. The Cambridge History of Renaissance Philosophy beskriver hans Isagoge som den första tyska läroboken om metafysik. En av hans elever var Jakob Martini (1570-1649), författaren till Exercitationes metaphysicae.

## Skrifter
Cramer är främst ihågkommen för sin emblembok Societas Jesus et Rosae Crucis Vera (Jesu Sanna samfund och Rosenkors) (1617). Den trycktes i flera upplagor med olika titlar: Emblemata sacra (1624) och Emblematum sacrorum (1627) med kompletterande texter av akademikern och poeten Conrad Bachmann (1572-1646). Upplagan 1624 (med 50 emblem) är den mest välkända. Dessa följdes av Octaginta emblemata moralia nova (1630). Den gemensamma nämnaren för alla Cramer-emblem är ett mystiskt hjärta framställt i de mest skilda situationer: fastkedjat, krönt, fastspikat på ett kors, omgivet av törnen, bevingat, inne i en ugn och så vidare. 
Daniel Cramers böcker med emblem betraktas av vissa forskare (till exempel Adam McLean och Giordano Berti) som framställningar av den Rosenkors-filosofiska tankeströmningen. Det verkar också som att vissa ledtrådar antyder att Cramer var medlem av Rosenkorsarnas brödraskap.
Daniel Cramer skrev också dramatik och kontroversiella verk inom teologi på nylatin. För Filip II, hertig av Pommern, kom han att involveras i att skriva Pommerns kyrkohistoria. Denna var den första i sitt slag och skrevs från ett strikt lutherskt perspektiv . Hans predikningar för Filip II finns bevarade.

## Verk
- Areteugenia, drama
- Plagium (1593), drama
- Isagoge i Metaphysicam Aristotelis (1594)
- Synopsis trium librorum rhetoricorum Aristotelis (Stettin, 1597)
- Extract und kurtzer warhafftiger Bericht vom Colloquio zu Regensburg, zwischen unsern Theologen ... und den Gehsuiten (Stettin, 1602)
- Methodus concionandi, de interprete cujusvis textus biblici, tam artificiosa quam populari (Stettin, 1605)
- Das Grosse Pomrische Kirchen-Chronicon, fyra band (Stettin, 1628)